# 35403 Latimer
35403 Latimer este un asteroid din centura principală de asteroizi.

## Descriere
35403 Latimer este un asteroid din centura principală de asteroizi. A fost descoperit pe 22 decembrie 1997 la Needville de C. Gustava și K. Rivich. Asteroidul prezintă o orbită caracterizată de o semiaxă mare de 2,34 ua, o excentricitate de 0,07 și o înclinație de 6,2° în raport cu ecliptica.